# 西集镇 (巴彦县)
西集镇是中国黑龙江省哈尔滨市巴彦县下辖的一个镇，位于巴彦县西南部。

## 行政区划
现辖：
光复社区、永安社区、向荣社区、新兴社区、常兴村、兴旺村、春发村、荣誉村、繁荣村和共同村。